# Médaille des prisonniers civils, déportés et otages de la Grande Guerre 1914-1918
La médaille des prisonniers civils, déportés et otages de la Grande Guerre 1914-1918 est une médaille française d'honneur créée le 14 mars 1936. 
La médaille a été créée pour témoigner de la reconnaissance du gouvernement français envers toutes les personnes des régions envahies par les Allemands qui ont été victimes de déportations dans des camps.
Elle n'est plus décernée depuis le 1er février 1958

## Insigne
- Médaille : Avers : une femme baissant la tête avec le poignet droit enchaîné et lâchant de la main gauche un flambeau symbolisant le foyer qu’elle doit abandonner. Revers : une chaîne entourant l’inscription PRISONNIERS CIVILS, DEPORTES ET OTAGES  DE LA GRANDE GUERRE.

- Ruban : rouge avec au centre une raie verticale bleue de 5 mm entourée par deux bandes blanches de 2 mm et un liseré vert de 1 mm sur chaque bord.

## Particularité
Il est à noter que, dans l'attente d'une reconnaissance officielle de leur statut par une décoration qui n'a d'ailleurs jamais été créée, bon nombre de prisonniers de guerre du deuxième conflit mondial se sont auto-attribué cette décoration des prisonniers civils de la Première Guerre Mondiale. On la retrouve en effet sur de nombreux placards de rappels et ensembles de décorations de militaires ayant uniquement participé à ce conflit.